# Nathan Kress
Nathan Karl Kress (Glendale, 18 de novembro de 1992) é um ator, diretor, modelo e dublador estadunidense, conhecido pelo papel de Freddie Benson, na série da Nickelodeon, iCarly.
Em 2014, ele co-estrelou em seu primeiro grande filme, Into the Storm, e teve um papel importante na web show Video Game High School como "The New Law".
Em 2015, estreou como diretor na série da Nickelodeon, Henry Danger.

## Biografia
Nathan nasceu em Glendale na Califórnia em 1992. Seus pais são cristãos devotos, e ele tem dois irmãos, Andrew e Kevin.
Kress começou sua carreira profissional aos 3 anos de idade, quando ele mostrou um talento natural para decorar e encenar isso chamou a atenção de agentes de talentos. Três anos depois, Kress começou a fazer comerciais para anúncios de diversas empresas. Ele fez muitos comerciais até 1998, onde foi convidado para dublar um papel duplo como as vozes de "Easy" e "Tough Pup", no filme Babe: Pig in the City. Aos 6 anos de idade, ele decidiu fazer uma pausa na carreira de dublador e ator retornando a escola normalmente onde ficou cinco anos num estado de pausa, até decidir voltar a atuar profissionalmente aos onze anos de idade.

### 1995-2006: Início da carreira
Kress atuou pela primeira vez aos 3 anos de idade, em 1995. Após fazer inúmeros comerciais recebeu a oportunidade como dublador em 1998 para um personagem no filme Babe: Pig in the City (Babe: um Porquinho na Cidade) aos 6 anos de idade. Após dublar o filme, Kress decidiu voltar a vida normal, e estudou normalmente durante cinco anos, após o período de pausa ele voltou a atuar curtas-metragens  e dublar. Em 2004, aos 12 anos de idade, Kress foi escalado no papel principal de "O Imperador". O papel motivou seu interesse em atuar, e ao final de sua 5ª série, ele pediu que seus pais se ele poderia ser educado em casa para que ele pudesse voltar a atuar e dublar. Em 2005, Kress fez sua primeira aparição na televisão desde que voltou a atuar em uma comédia de Jimmy Kimmel Live!. Em 2005, ele foi convidado para dublar personagens adicionais no filme Chicken Little (O Galinho Chicken Little).
Em 2006, Kress foi convidado para dublar o personagem, Eizan Kaburagi, em um desenho animado da Nickelodeon, Shuriken School. A série durou até agosto de 2006.

### 2007-2008: O sucesso iCarly
Após as dublagens de Shuriken School, Kress iniciou 2007 fazendo a participação especial na série The Suite Life on Deck, do Disney Channel, ao lado de Cole Sprouse e Dylan Sprouse. Ainda em 2007, Nathan realizou uma curta-metragem, em "Bag, para o qual ele ganhou um Jury Honorable Mention Award no 168 Hour Film Festival. Em meados de 2007, Kress foi convidado para fazer uma partipação em outra série famosa, Drake e Josh da Nickelodeon. Após a participação na série, Nathan Kress chamou a atenção do criador de Drake e Josh, Dan Schneider. Fazendo com que ele fosse convidado para uma nova série de Dan, mas desta vez para o elenco principal, e essa série seria, iCarly.
Em Julho de 2007, iniciaram as gravações de iCarly, Nathan seria Freddie Benson, seus colegas de trabalho são: Miranda Cosgrove (Carly Shay), Jennette McCurdy (Sam Puckett), Jerry Trainor (Spencer Shay) e Noah Munck (Gibby Gibson). No dia 8 de Outubro de 2007, estreava na Nickelodeon, iCarly, sendo a série favorita do canal, se tornou uma explosão de sucesso, sendo a série hit do canal.
Em 2008, Kress estrelou no filme para televisão da Nickelodeon: Gym Teacher: The Movie.
No filme, Nathan é um estudante que se transfere para uma escola nova e conhece seu ambicioso professor de ginástica, Dave Stewie (Christopher Meloni). Após filmar o filme naquele mesmo ano, ele filmou o primeiro filme oficial de iCarly, iCarly: iGo to Japan.

#### iCarly
Em iCarly, ele é um tipíco nerd, chamado Freddie Benson, que é apaixonado pela sua vizinha, Carly Shay (Miranda Cosgrove), eles estudam na mesma escola junto com outra amiga deles, Sam Puckett (Jennette McCurdy), Sam no inicio não demonstra gostar dele, mas depois revelações acontecem. No começo eles vão a escola normalmente, até que Sam apronta e coloca o rosto de uma professora de Inglês num corpo de um hipopótamo. Sam iria levar uma expulsão, mas aí sua melhor amiga Carly, decide arcar as consequências e diz que foi ela que fez tudo isso. Então a professora, Strª Briggs diz que como castigo, Carly e Sam  deveriam cuidar do show de talentos e filmar os participantes então Carly e Sam chamam Freddie para filmar os participantes .  Eles obedecem com raiva e perdem o fim de semana na escola. Durante a audição para o show, Carly e Sam xingam a Srtª Briggs, dizendo que ela tem "seios pontudos". Freddie grava o momento em que elas dizem isso, e coloca num dos sites mais famosos da web, O vídeo tem milhões de acessos, e o público adorou. Então Carly decide criar seu próprio programa na internet, onde os adultos não mandam em nada, o iCarly. Carly e Sam são as apresentadoras do show, e Freddie é o produtor-técnico. Eles passam por muitas aventuras juntos, muitas das vezes com o irmão de Carly, Spencer (Jerry Trainor) e Gibby (Noah Munck).

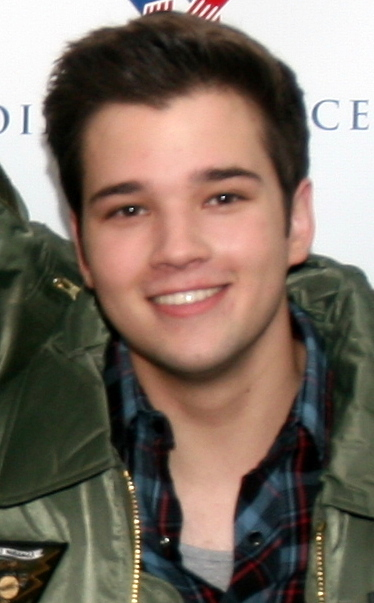
Kress em 2012.

### 2009-2011: A fama devidoiCarly, campanha contra obullying
iCarly foi um chute certeiro para o estrelato juvenil de Kress. Ele, Miranda Cosgrove e Jennette McCurdy foram reconhecidos mundialmente pela série. Ao longo de 2009, Kress continuou a desempenhar o papel de Freddie em iCarly, mas ficou incapaz de assumir outros projetos devido à decisão da Nickelodeon para filmar ambas as 2ª e 3ª temporada do programa, sem o habitual intervalo entre as temporadas, a fim de compensar o tempo perdido durante 2008.
Em 2010 Kress apareceu em um papel dramático como estrela convidada, na popular série de televisão CSI: Crime Scene Investigation. Kress é um adolescente, com planos gananciosos.
Em março de 2010 Kress disse ao Fanfala.com de seu papel em CSI: Crime Scene Investigation. "Foi uma grande oportunidade de tentar algo diferente, eu tinha feito cenas de dramas há alguns anos, mas devido ao iCarly fiquei na comédia."
Ainda em 2010, Nathan Kress retornou em papéis cômicos como o "Príncipe Gabriel" na série de comédia True Jackson, VP (da Nickelodeon), ao lado de Keke Palmer.
E como dublador novamente na série animada da Nickelodeon The Penguins of Madagascar.
A partir de 2011 Kress continua com o papel de Freddie Benson na 4ª temporada de iCarly e, em janeiro de 2011, Miranda Cosgrove disse que estava ansiosa para voltar a Los Angeles, para começar a filmar a quinta temporada do show.
Em março de 2011 Nathan novamente com sua amiga Jennette McCurdy e Miranda Cosgrove, iniciaram uma campanha contra o bullying e o cyberbullying em escolas públicas e privadas dos Estados Unidos. Esta campanha é original da Nickelodeon, este mesmo tipo de projeto já teve grande sucesso com outras estrelas teen, um exemplo disso é a atriz e cantora: Demi Lovato.

## Filmografia

### Cinema
| Ano  | Título                | Papel                 | Notas          |
| ---- | --------------------- | --------------------- | -------------- |
| 1998 | Babe: Pig in the City | Easy / Tough Pup      |                |
| 2005 | Pickled               | Irmão mais novo       | Curta-metragem |
| 2005 | Chicken Little        | Vozes adicionais      |                |
| 2007 | Magnus, Inc.          | Jacob                 | Curta-metragem |
| 2007 | Bag                   | Albert                | Curta-metragem |
| 2014 | Into the Storm        | Trey                  |                |
| 2016 | Tell Me How I Die     | Dennis 'Den' Ferguson |                |
| 2017 | Alexander IRL         | EJ                    |                |
| 2017 | 8 Bodies              | Policial              | Curta-metragem |
| 2018 | Breaking Brooklyn     | Albee                 |                |

### Televisão
| Ano       | Título                         | Papel                            | Notas                                                  |
| --------- | ------------------------------ | -------------------------------- | ------------------------------------------------------ |
| 2005      | House, M.D.                    | Scott                            | Episódio: "Spin"                                       |
| 2006      | Standoff                       | Matt jovem                       | Episódio: "Life Support"                               |
| 2007      | Without a Trace                | Barry jovem                      | Episódio: "Eating Away"                                |
| 2007      | The Suite Life of Zack & Cody  | Jamie                            | Episódio: "Back in the Game"                           |
| 2007      | Drake & Josh                   | Toplin                           | Episódio: "Battle of Panthatar"                        |
| 2007-2012 | iCarly                         | Freddie Benson                   | 109 episódios                                          |
| 2007      | Notes from the Underbelly      | Andrew jovem                     | Episódio: "Surprise"                                   |
| 2008      | Gym Teacher: The Movie         | Roland                           | Filme de TV                                            |
| 2008      | iCarly: iGo to Japan           | Freddie Benson                   | Filme de TV                                            |
| 2010      | CSI: Crime Scene Investigation | Mason Ward                       | Episódio: "Neverland"                                  |
| 2010      | True Jackson, VP               | Príncipe Gabriel                 | Episódio: "True Royal"                                 |
| 2010      | The Penguins of Madagascar     | Ronald                           | Episódio: "Stop Bugging Me/Field Tripped"              |
| 2011      | Victorious                     | Membro da audiência              | Episódio: "Who Did It to Trina?"                       |
| 2011      | Game of Your Life              | Phillip                          | Filme de TV                                            |
| 2013      | Mr. Young                      | Pete                             | 2 episódios                                            |
| 2014      | Major Crimes                   | Tyler Lang                       | Episódio: "Return to Sender: Part 2"                   |
| 2014      | Sam & Cat                      | Freddie Benson                   | Episódio: "#TheKillerTunaJump: #Freddie #Jade #Robbie" |
| 2014      | Growing Up Fisher              | Caçador                          | Episódio: "The Man with the Spider Tattoo"             |
| 2014      | Video Game High School         | New Law                          | 2 episódios                                            |
| 2014      | Henry Danger                   | Ele mesmo                        | Episódio: "Birthday Girl Down"                         |
| 2014      | Hawaii Five-0                  | Jake Kealoha                     | Episódio: "Ka Hana Malu"                               |
| 2016-2017 | Star Wars Rebels               | Wedge Antilles                   | 5 episódios                                            |
| 2017      | Game Shakers                   | Ele mesmo                        | Episódio: "Game Shippers"                              |
| 2018      | LA to Vegas                    | Ryan                             | Episódio: "Pilot"                                      |
| 2018      | Alice in Denver                | Kyle                             | 8 episódios                                            |
| 2018-2019 | Pink Malinky                   | JJ Jameson / Homem de hoverboard | 17 episódios                                           |
| 2021-2023 | iCarly                         | Freddie Benson                   | Elenco principal                                       |

### Video game
| Ano  | Título                            | Papel          |
| ---- | --------------------------------- | -------------- |
| 2009 | iCarly                            | Freddie Benson |
| 2010 | iCarly 2: iJoin the Click         | Freddie Benson |
| 2016 | Lego Star Wars: The Force Awakens | Wedge Antilles |